# اریکا ساتون
اریکا ساتون (انگلیسی: Erika Sutton؛ زادهٔ ۴ فوریهٔ ۱۹۸۷) بازیکن فوتبال اهل ایالات متحده آمریکا است.
از باشگاه‌هایی که در آن بازی کرده‌است می‌توان به بوستون بریکرز و وسترن نیویورک فلش اشاره کرد.
وی همچنین در تیم ملی فوتبال United States U17 بازی کرده‌است.